# Balatonőszöd
Balatonőszöd község Somogy vármegyében, a Siófoki járásban.

## Fekvése
Somogy vármegye északi részén, a Külső-Somogyi dombvidék területén, a Balaton déli partjának közepén terül el. A szomszédos települések: keletről Balatonszárszó, nyugatról Balatonszemes, délkeletről Szólád, délnyugatról pedig Teleki.
Közvetlenül a 7-es főút mentén fekszik, ezen közelíthető meg keleti és nyugati irányból is. Külterületén áthalad az M7-es autópálya 2005-ben átadott dél-balatoni szakasza is, amelynek saját csomópontja van Balatonőszödnél. A csomópont le- és felhajtó ágai a 6524-es útba torkollnak bele, amely a 7-es főúthoz körforgalommal csatlakozik a falutól keletre. A település központján a 6502-es út húzódik végig, összekötve azt Balatonszemessel is.
A település területén áthalad a Budapest–Murakeresztúr-vasútvonal, de megállási pontja itt nincs: a két legközelebbi vasútállomás Balatonszemes vasútállomás a településtől bő 2 kilométerre nyugatra, és Balatonszárszó vasútállomás 4 kilométerre keletre.
A 7-es főúttól délre főleg családi lakóházak állnak, míg északra az üdülőövezet található. Parti sávja körülbelül 2 kilométer hosszú, ebből azonban csak alig több, mint 500 méter a szabad partrész. A település mély fekvésű. Az autópályáról is jól látható az a mintegy 20 hektárnyi – korábban mezőgazdaságilag művelt – terület, amely az utóbbi 10 évben víz alá került, és számos víziállat új élőhelyévé vált. Az utóbbi években több új településrész alakult – főleg az üdülőövezetben –, épülésük folyamatos.
A település szőlőtermő területei a Balatonboglári borvidék részét képezik.

## Története
Balatonőszöd alig 600 fős somogyi település a Balaton déli partján, Balatonszárszó és Balatonszemes között.
A falu bő 900 éves múlttal büszkélkedhet, de a régészeti leletek azt bizonyítják, hogy már időszámításunk előtt 3000 évvel települtek ide emberek. A római korból származó és a népvándorláskori tárgyi emlékek is arra utalnak, hogy a hely alkalmas volt a letelepedésre.
Első ismert okleveles említése 1082-ből származik "praedium Euschud" alakban. 1229-ben már "villa Euseed" formában írtak róla, ekkor a székesfehérvári káptalan birtoka volt. A fentiek szerint a XI. században még majorság-szerű település lehetett Őszöd, s csak a XIII. századra emelkedett falu rangjára.
Az 1332-37-es pápai tizedjegyzékből tudjuk, hogy Őszöd egyházas hely volt, később is többször említették a karádi esperesség szóládi plébániájának filiájaként.
A falu 1541-42-ben török kézbe került. 1599-ig a tihanyi vár tartozékaként tartották nyilván. Egy török kincstári fejadólajstromban 6 házát jegyezték fel. A hódoltság megszűnését követően lassan újra benépesült, de még 1715-ben is csak 4 házát írták össze. Valószínű, hogy mai helyét ekkor foglalta el, mert a törökök a mai temető környéki települést teljesen elpusztították.
Bár a falu túlnyomó része egyházi birtok volt, a reformáció korában sokan áttértek a protestáns hitre. A református gyülekezetre vonatkozó első ismert adat 1623-ból származik. Egy 1749-es egyházlátogatási jegyzőkönyv alapján a 198 lakos 24%-a volt katolikus, a többi református vagy evangélikus.
A falu jelentős szerepet játszott az ellenreformáció idején, amikor itt az üldöztetések ellenére is gyakorolhatták vallásukat a reformátusok. Ebben az időben a szomszédos településekről is ide jártak istentiszteletre a protestáns hívek. Ez azért történhetett, mert a templom és a lelkészlakás a protestáns Vázsonyi család birtokán volt, s nem vehették el vagy rombolhatták le, mint máshol.
Döntő fordulatot hozott a falu életébe az 1807-es év, amikor I. Ferenc császár a piarista rendnek adományozta az egyházi birtokokat. Innentől kezdve a Kegyes Tanítórend egészen 1945-ig meghatározó szerepet játszott Őszöd életében. Egységes birtokszerkezetet hozott létre, birtokain korszerű gazdálkodási elveket vezetett be, a gabonatermesztés és állattenyésztés mellett kiváló minőségű borokat készített az uradalmi pincében, és foglalkozott erdészettel, halászattal is.
Balaton-parti területeit 1929-ben elkezdte felparcellázni a rend, így alakulhatott ki az őszödi fürdőtelep, és így építtethette fel kápolnáját 1935-ben a balatonőszödi fürdőegyesület.
Az 1945 utáni időszakban a település rövid ideig önálló volt, de később a Balatonszemesi Községi Tanácshoz, majd egészen 1990-ig a Balatonszárszói Nagyközségi Közös Tanácshoz tartozott.
Az 1990 őszén megválasztott képviselő-testület döntését követően a falu 1991 januárjában önálló Polgármesteri Hivatalt hozott létre, amely 2008 decemberéig működött .
2009 január elsejével Balatonőszöd és Balatonszemes képviselő-testülete létrehozta Balatonszemes Balatonőszöd Községek Körjegyzőségi Hivatalát. A körjegyzőség központja Balatonszemes, Balatonőszödön ügyfélszolgálati iroda működik. A település jelenleg nem tart fenn önálló intézményt, a nevelési és oktatási feladatokat Balatonszemessel közösen, intézményfenntartó társulás keretében oldja meg, és az egészségügyi ellátást is közösen biztosítja a két település. Az egyéb önkormányzati feladatokat Balatonőszöd a Balatonföldvári Többcélú Kistérségi Társulás tagjaként látja el.
Balatonőszödön van az a kormányüdülő, ahol 2006. május 26-án Gyurcsány Ferenc miniszterelnök egy hónappal parlamenti választási győzelme után a szocialista frakció tagjainak zárt ülésén a bevezetendő reformok mellett érvelve elmondta pár hónappal később kiszivárogtatott és nagy tüntetéseket kiváltó őszödi beszédét.

## Nevének eredete
A település neve valószínűleg az Ősz személynévből ered. Várkonyi Imre Somogy megye helységneveinek rendszere című munkájában legalábbis ezt valószínűsíti. Szerinte az ősz melléknévből -d képző hozzáadásával személynév alakulhatott.
A tó mellékére utaló Balaton-előtagot 1914-ben kapta a község.

## Közélete

### Polgármesterei
- 1990–1994: Sziksz Elemér (független)[4]
- 1994–1998: Sziksz Elemér (független)[5]
- 1998–2002: Antal János (Fidesz)[6]
- 2002–2006: Antal János (független)[7]
- 2006–2010: Antal János (Fidesz)[8]
- 2010–2014: Antal János (Fidesz-KDNP)[9]
- 2014–2019: Antal János (Fidesz-KDNP)[10]
- 2019–2024: Antal János (Fidesz-KDNP)[11]
- 2024– : Antal János (Fidesz-KDNP)[1]

### Testvértelepülések
- 2008. november 19. óta Gyimesfelsőlok (Junca de Sus, Románia)

Kapcsolatfelvétel:    
- 2009. Deáki (Diakovce, Szlovákia)
- 2011. Csepe–Őszödfalva (Chepa, Ukrajna)

## Népesség
A település népességének változása:
| Lakosok száma | 507  | 500  | 502  | 565  | 677  | 586  | 592  |
|               | 2013 | 2014 | 2015 | 2021 | 2022 | 2023 | 2024 |

A 2011-es népszámlálás során a lakosok 85,4%-a magyarnak, 1,8% németnek mondta magát (14,6% nem nyilatkozott; a kettős identitások miatt a végösszeg nagyobb lehet 100%-nál). A vallási megoszlás a következő volt: római katolikus 43,9%, református 17%, evangélikus 0,6%, görögkatolikus 0,2%, felekezet nélküli 9% (22,9% nem nyilatkozott).
2022-ben a lakosság 66,8%-a vallotta magát magyarnak, 19,5% ukránnak, 2,7% németnek, 0,3% cigánynak, 0,1-0,1% horvátnak, lengyelnek, örménynek és ruszinnak, 3,2% egyéb, nem hazai nemzetiségűnek (11,4% nem nyilatkozott; a kettős identitások miatt a végösszeg nagyobb lehet 100%-nál). Vallásuk szerint 21,3% volt római katolikus, 10,6% református, 3,1% izraelita, 1,6% evangélikus, 6,4% egyéb keresztény, 1,5% egyéb katolikus, 9,6% felekezeten kívüli (45,8% nem válaszolt).

## Nevezetességei
- Közvetlen Balaton-parti szakasszal rendelkezik ugyan a falu, de jelenleg ennek több mint kétharmada zárt. A fennmaradó részen található a szabadstrand.
- Népi lakóházak: a Szabadság utcában több is megmaradt eredeti formájában.
- Kormányüdülő
- Református templom – Az eredeti templom 1788-ban épült, s a mostaninál lényegesebb alacsonyabb, négyszögletes, náddal fedett, torony nélküli épület volt. Újjáépítésére 1845-47 között került sor, ekkor nyerte el mai alakját. Azóta többször felújították, de belső berendezésének nagy része eredeti.
- Római katolikus templom – Egy helyreállítás során előkerült falmaradványok arra utalnak, hogy középkori eredetű, vagy középkori épület helyére épült a 18. században. Utolsó átalakítására 1891-95 között került sor.
- Mária-kápolna (Fürdőtelepi kápolna) – 1935-ben építtette a Balatonőszödi Fürdőegyesület Weichinger Károly tervei alapján. 2006 óta a kápolna környéke ad otthont a Nagyboldogasszony-napi búcsúnak. A kápolna elpusztult oltárképét – eredeti fényképfelvételek alapján – Szedleczky Rudolf ipar- és festőművész rekonstruálta.
- Zsidó temető – A Szabadság utca végén található, két részből áll. Az újabb kori az utcafronton, a feltételezhetően régebbi ettől hátrébb kb. 100–120 m-rel. Valószínűsíthető, hogy az Őszödön élő zsidó családokkal együtt néhány szemesi kereskedő család temetkezési helye is volt. Figyelemre méltó néhány 19. századi sírkő.
- Hősi emlékmű – Az emlékmű a II. világháború áldozatainak állít emléket, Mihály Sándor helyi kőfaragó alkotása.
- Nagy Imre-szobor – Kilár Imre Párizsban élő szobrászművész 1986-ban készült alkotása. 2002-ben adományozták tulajdonosai, Crespo - Lopez Margarita és férje Szakál Imre a Magyar Nemzetnek.
- Turul-szobor – A Faluház melletti park egyik dísze, Czigány Lajos helyi fafaragó alkotása.
- Szent Donát-emlékhely – Szedleczky Rudolf iparművész alkotása a szőlőhegyen található. A szentet szőlőfürttel és lopóval ábrázoló dombormű környéke a helyszíne a nyári bormustrának.
- Öreg-hegyi pihenő Bacchus-szoborral – 2011. augusztus 20-án avatták, kialakításának kezdeményezői a helyi szőlősgazdák voltak. A pihenő nevezetessége a tölgyfából faragott Bacchus-szobor, Czigány Lajos helyi fafaragó alkotása.
- Műemlék magtár – a 18. század második felében épült barokk stílusban, állapota leromlott. Megközelíthető a József Attila utcáról.
- Tiszttartói ház – A József Attila utcában található, a 19. században épült klasszicista stílusú épület. 1810 körül került a piaristák birtokába, ettől kezdve itt lakott a mindenkori uradalmi intéző. Jelenleg csak egy része lakott, állapota erősen leromlott.

## Rendszeres programok a településen
- február vége : bormustra
- Június 19. - augusztus 25.: Gyerek és Ifjúsági Szörftáborok a Balatonőszöd Surf Klub sportegyesület rendezésében
- június 25-i hétvége: falunap
- július közepe: amatőr kettes fogathajtó verseny
- július vége: Szent Donát-napi bormustra
- augusztus 15.: Mária-napi búcsú a kápolnánál
- december 1-24.: Balatonőszöd Élő Adventi Naptár

## Itt születtek, itt éltek
- Kájel Endre (Balatonőszöd, 1881. május 28. - 1955) református lelkész, a balatonendrédi vert csipke kifejlesztője és elterjesztője